# Sistema Decauville

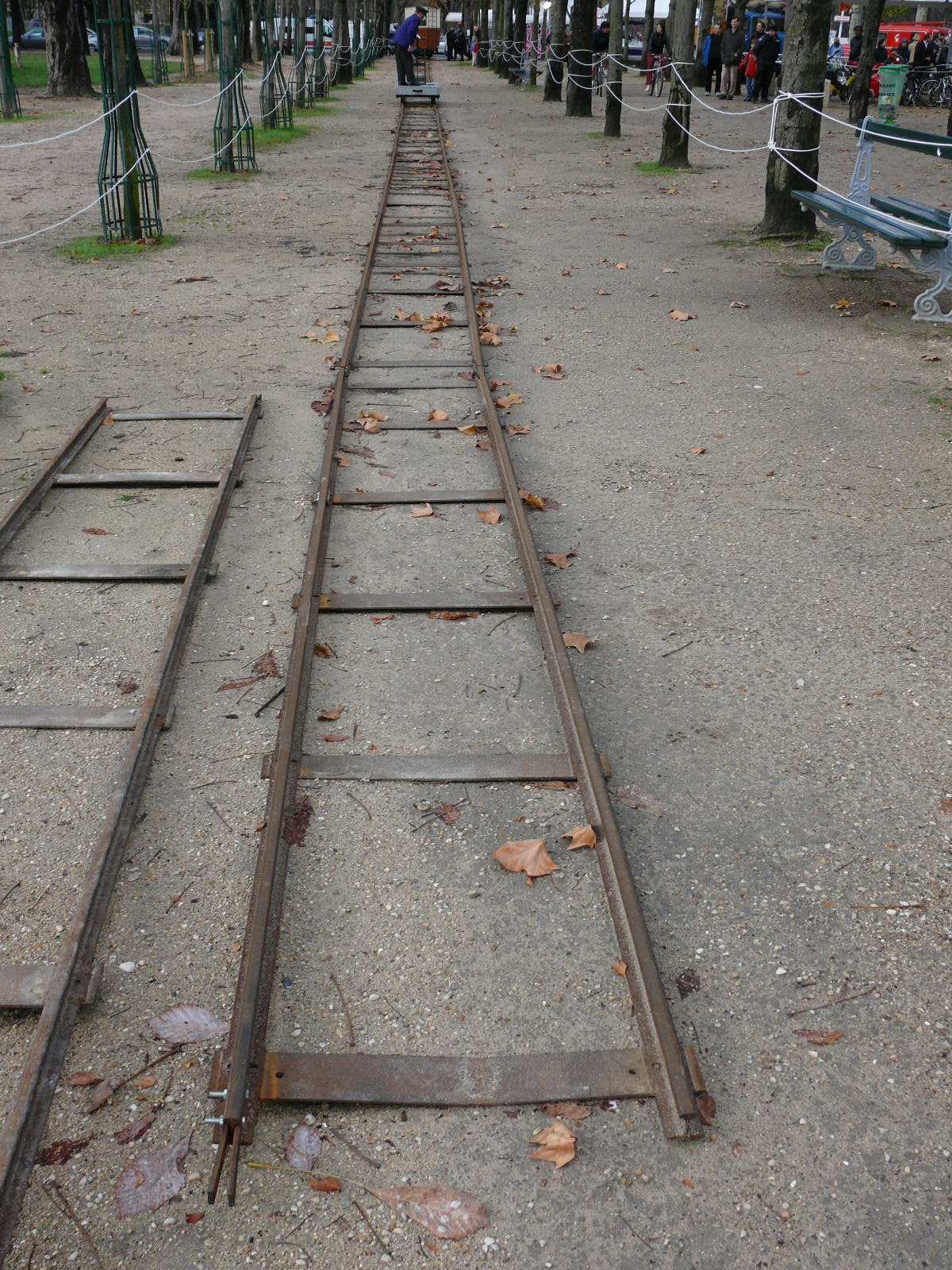
Instalação de uma linha Decauville

O Decauville é um sistema de caminho-de-ferro de via ultra-estreita (bitola de 400 a 600 milímetros) que ficou conhecido pelo nome do inventor — Paul Decauville (1846-1922).
A via é formada apenas por elementos metálicos pré-fabricados, que podem ser facilmente desmontados, transportados e reutilizados. A preparação da plataforma e a colocação da via requerem pouco trabalho.
As vagonetas eram inicialmente empurradas manualmente ou puxadas por cavalos. A aparição de pequenas locomotivas Decauville e de material rolante diverso, tornou o sistema num verdadeiro de caminho-de-ferro, que encontrou aplicações em numerosos domínios: mineiro, industrial, agrícola, piscícola, pecuário, militar, turístico, etc.
O sistema Decauville se tornou um exelente “carregador” dentro de propriedades, pois, podia transportar volumes de carga que antes seriam deslocados a muares ou mesmo por serviço manual — assalariado ou escravo. Suas linhas geralmente não passavam dos 15 km, entretanto mais que suficiente para atender a maioria dos usos.

## ODecauvilleem Portugal
Caminhos-de-ferro Decauville foram utilizados em várias explorações mineiras actualmente desactivadas.
Últimas vias em serviço:
- Minicomboio da Caparica (Transpraia), Almada – passageiros, época balnear
- Comboio da Praia do Barril (Pedras d’El-Rei), Tavira – passageiros, época balnear (adaptado de utilização anterior: apoio à pesca do atum)
- Minas do Pejão, Castelo de Paiva – mina desactivada em 1994
- "Comboio de Lata", Mata Nacional de Leiria, Marinha Grande - Transporte de madeiras. Desativado em 1965 e  desmantelado em 1967.

## ODecauvilleno Brasil
No Brasil, o sistema Decauville foi utilizado principalmente após a Primeira Guerra Mundial em fazendas de café, para transporte dos grãos do terreiro até o local de armazenamento. Também utilizado em fazendas bananeiras, na construção da serra nova do funicular de Paranapiacaba e posteriormente na vila de Taquarussu, instalações industriais, indústria madeireira, fábricas de cimento e mineradoras pequenas. Chegaram a existir máquinas articuladas com rodagem 0-4+4-0T, fabricadas pela própria Decauville, representando as maiores locomotivas desse sistema no Brasil. Foram empregadas máquinas e equipamento Francês e Alemão, provenientes de campanhas militares européias, além de equipamento posteriormente adquirido novo, com a popularização do meio no país.
Existiram linhas Decauville nos Estados do Paraná, São Paulo, Minas Gerais, Espírito Santo e no Rio Grande do Sul (Minas do Camaquã) .

## Locomotivas Mallet
A empresa Decauville foi a primeira a produzir comercialmente locomotivas Mallet, desenvolvidas pelo engenheiro Anatole Mallet, foram expostas seis pequenas mallets na Exposição Industrial de Paris de 1887, onde em uma ferrovia circular dentro da feira foram usadas para transportar os seis milhões de visitantes. Após essa demonstração o uso das Mallet tornou-se comum nas ferrovias da Europa e posteriormente nos Estados Unidos e Brasil.

## Galeria de imagens

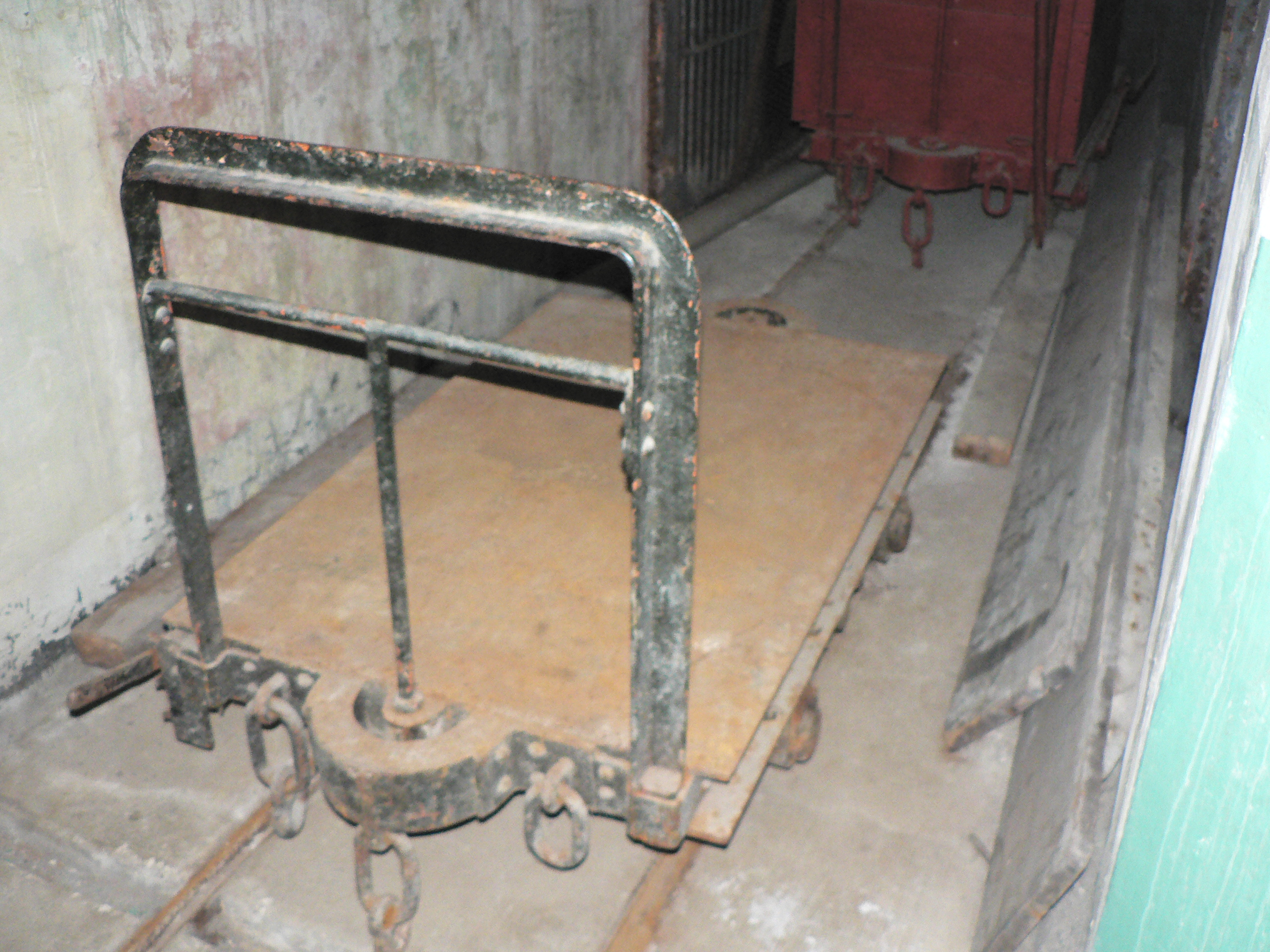
Linha Decauville na Linha Maginot, nos Alpes Franceses
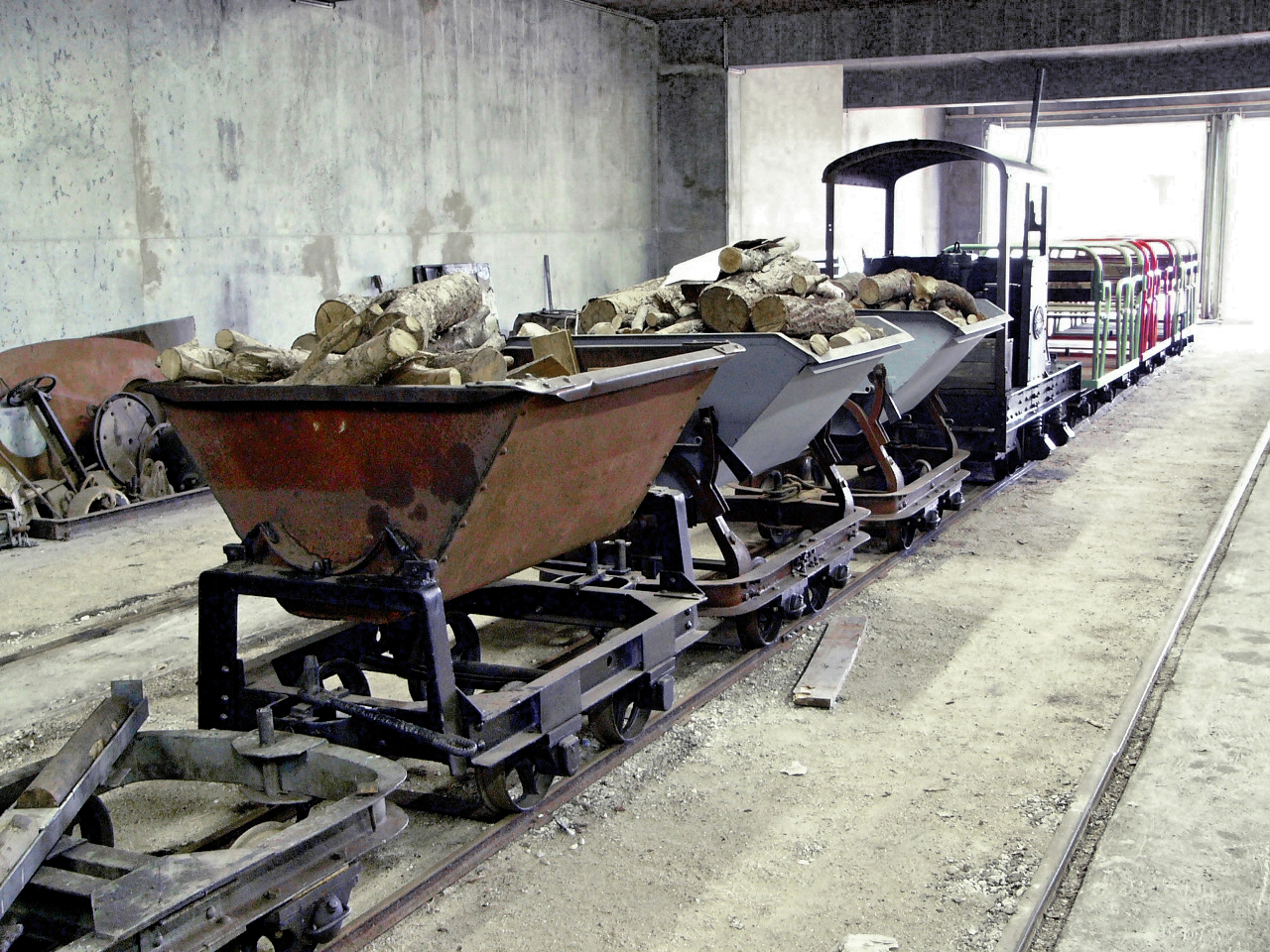
Vagões Decauville
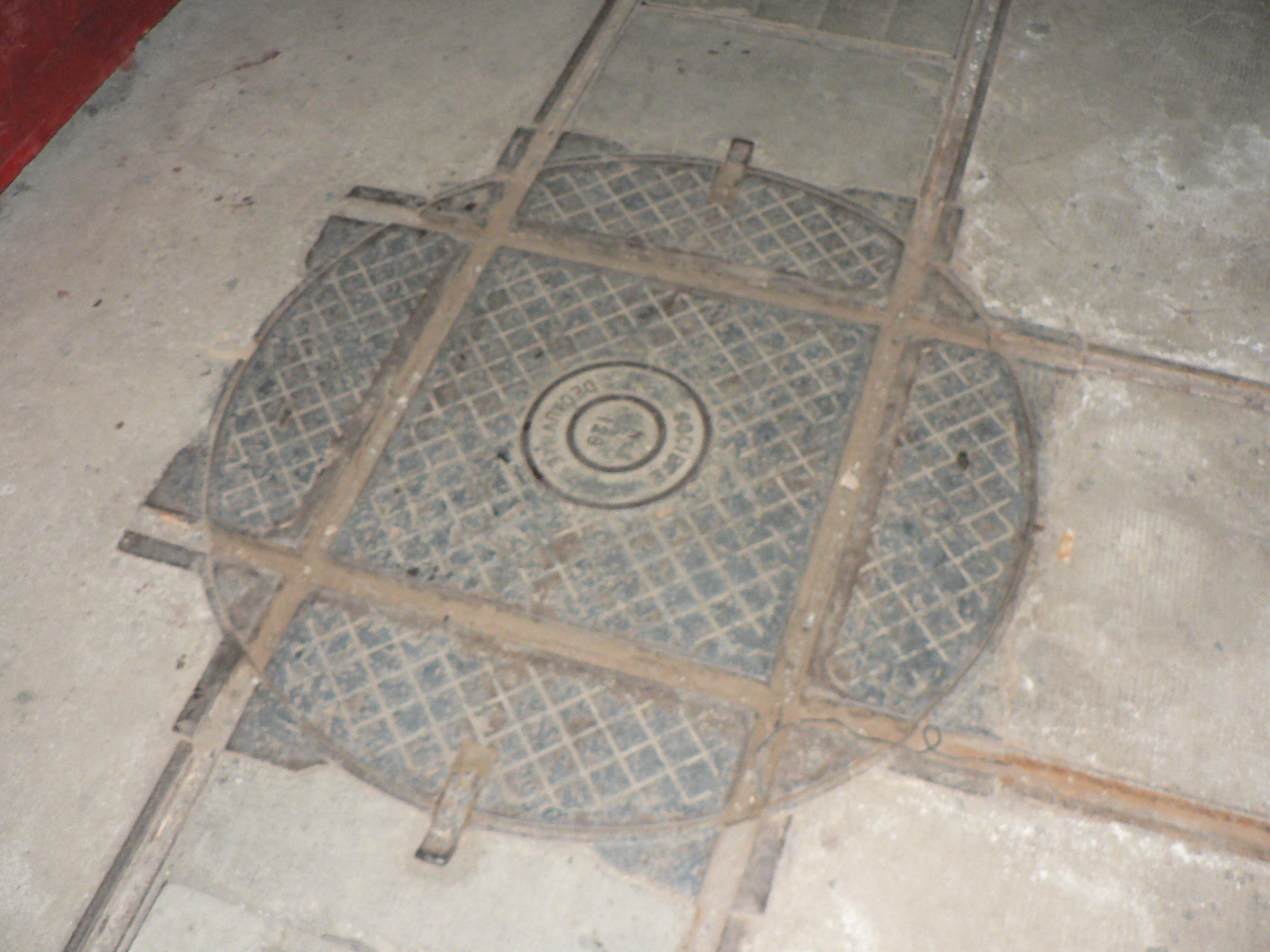
Placa giratória
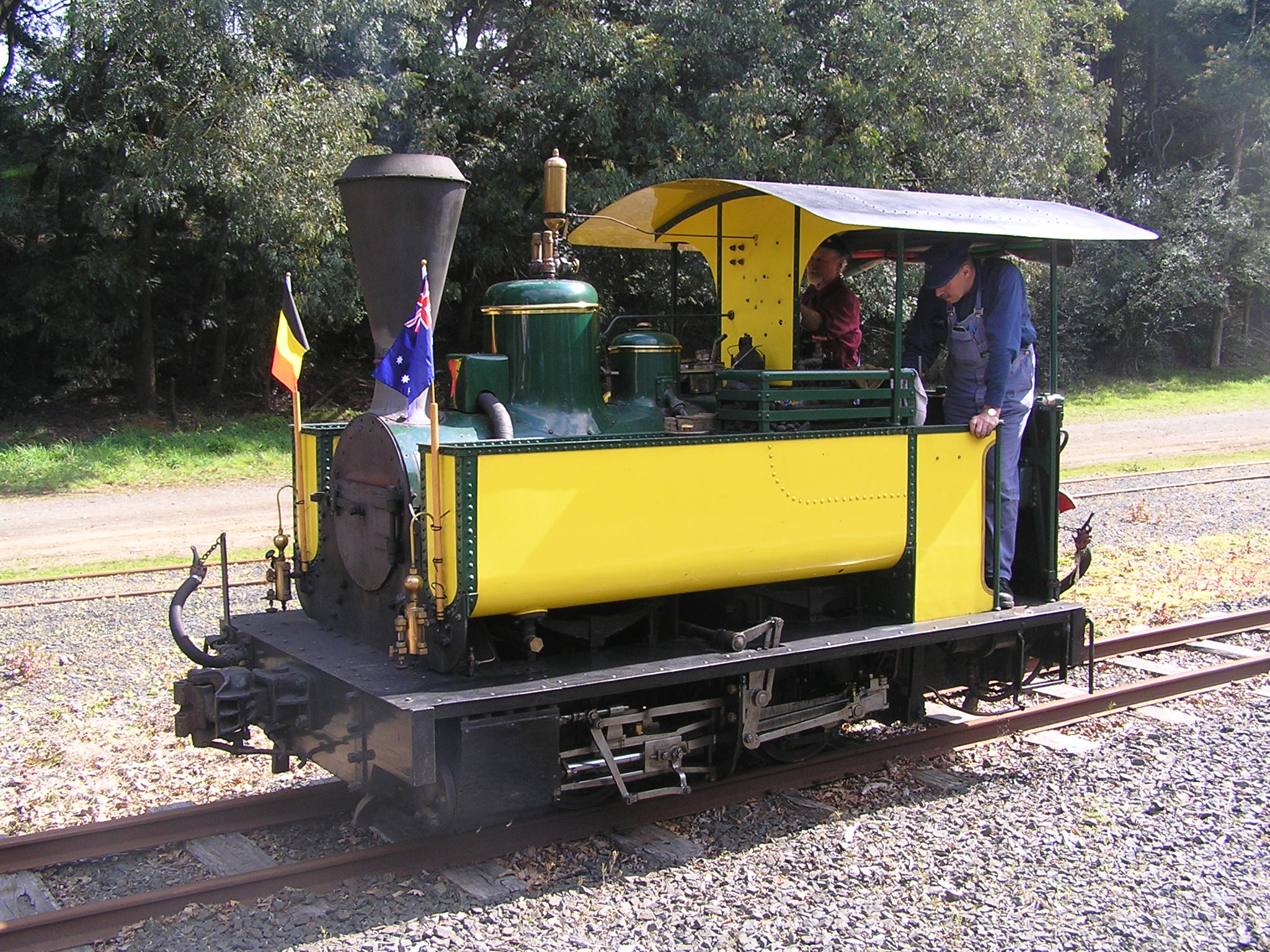
Locomotiva Decauville, construída para a West Melbourne Gasworks na Australia e agora na Puffing Billy Railway
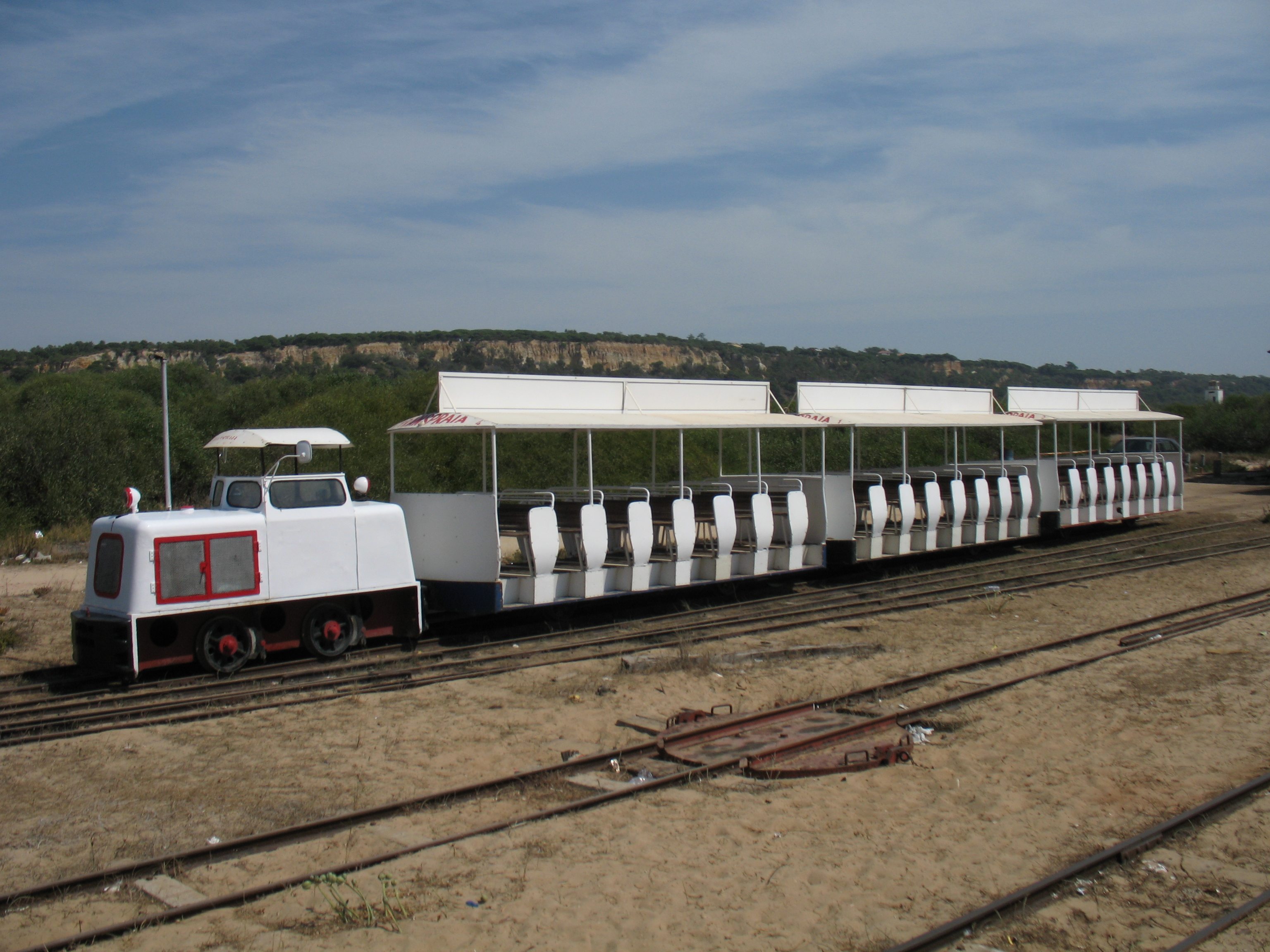
Comboio Decauville do minicomboio da Caparica
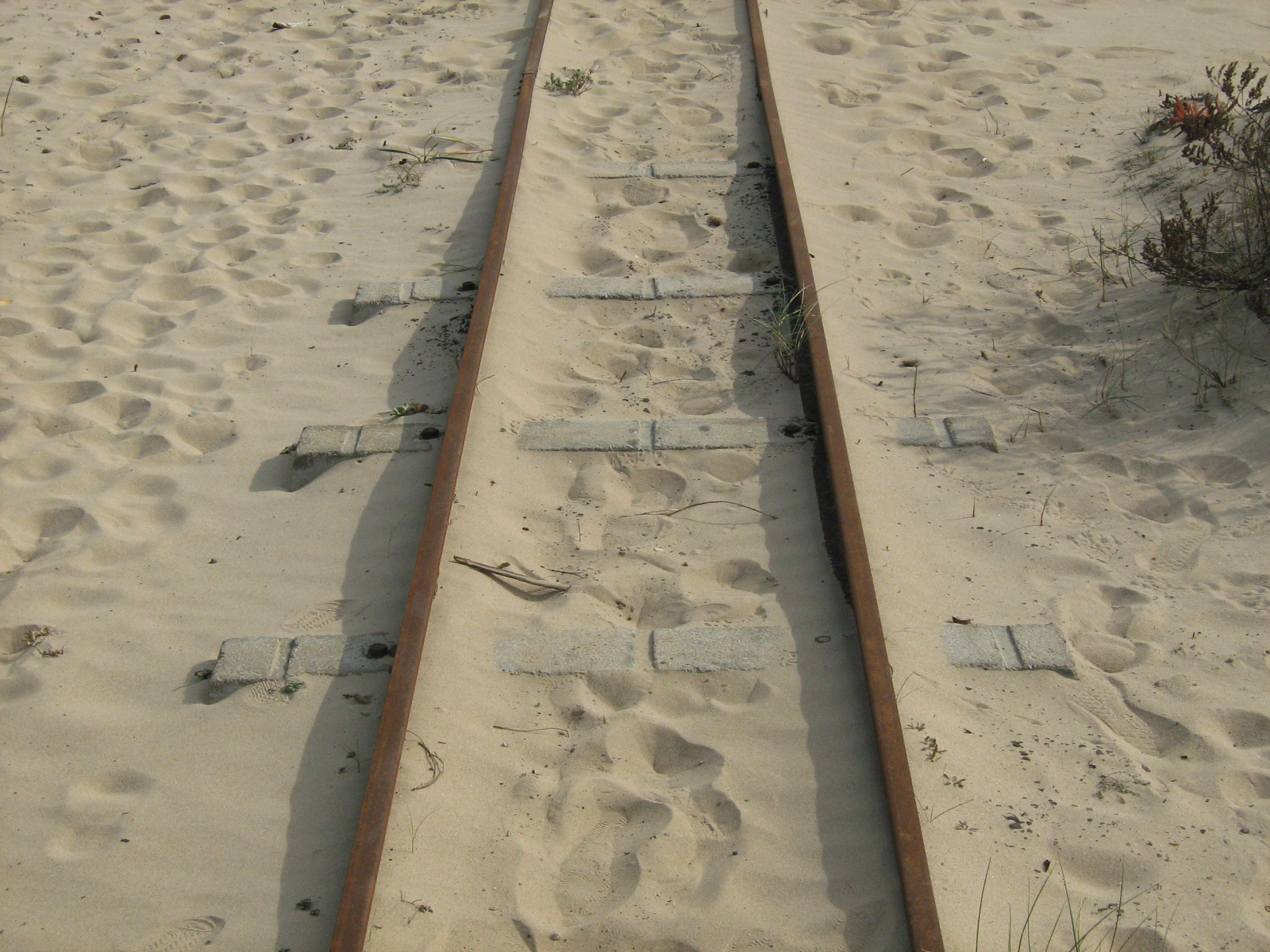
Linha Decauville do minicomboio da Caparica, Portugal
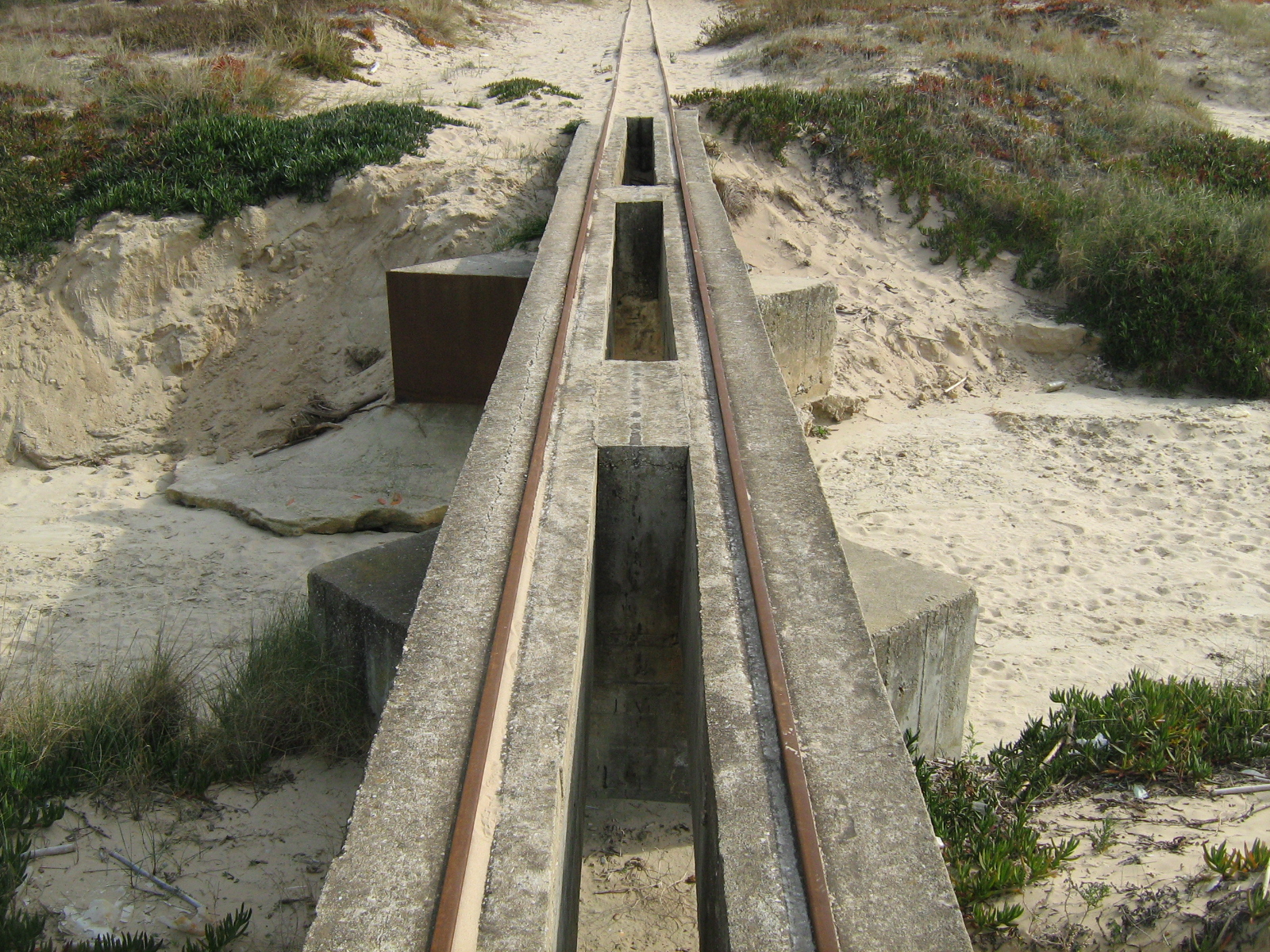
Linha Decauville sobre uma ponte, Costa da Caparica, Portugal
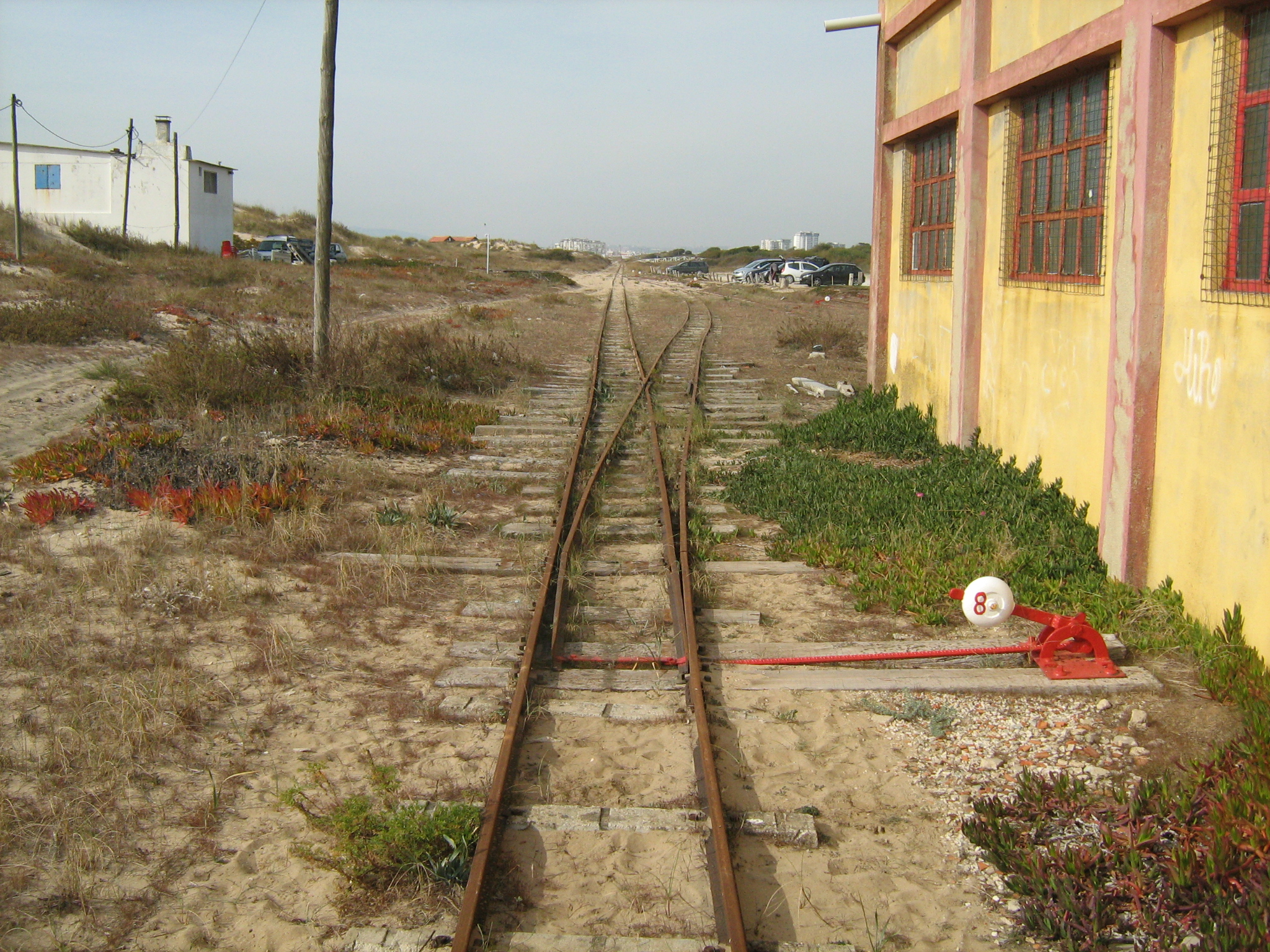
Entroncamento de uma linha Decauville, Costa da Caparica, Portugal
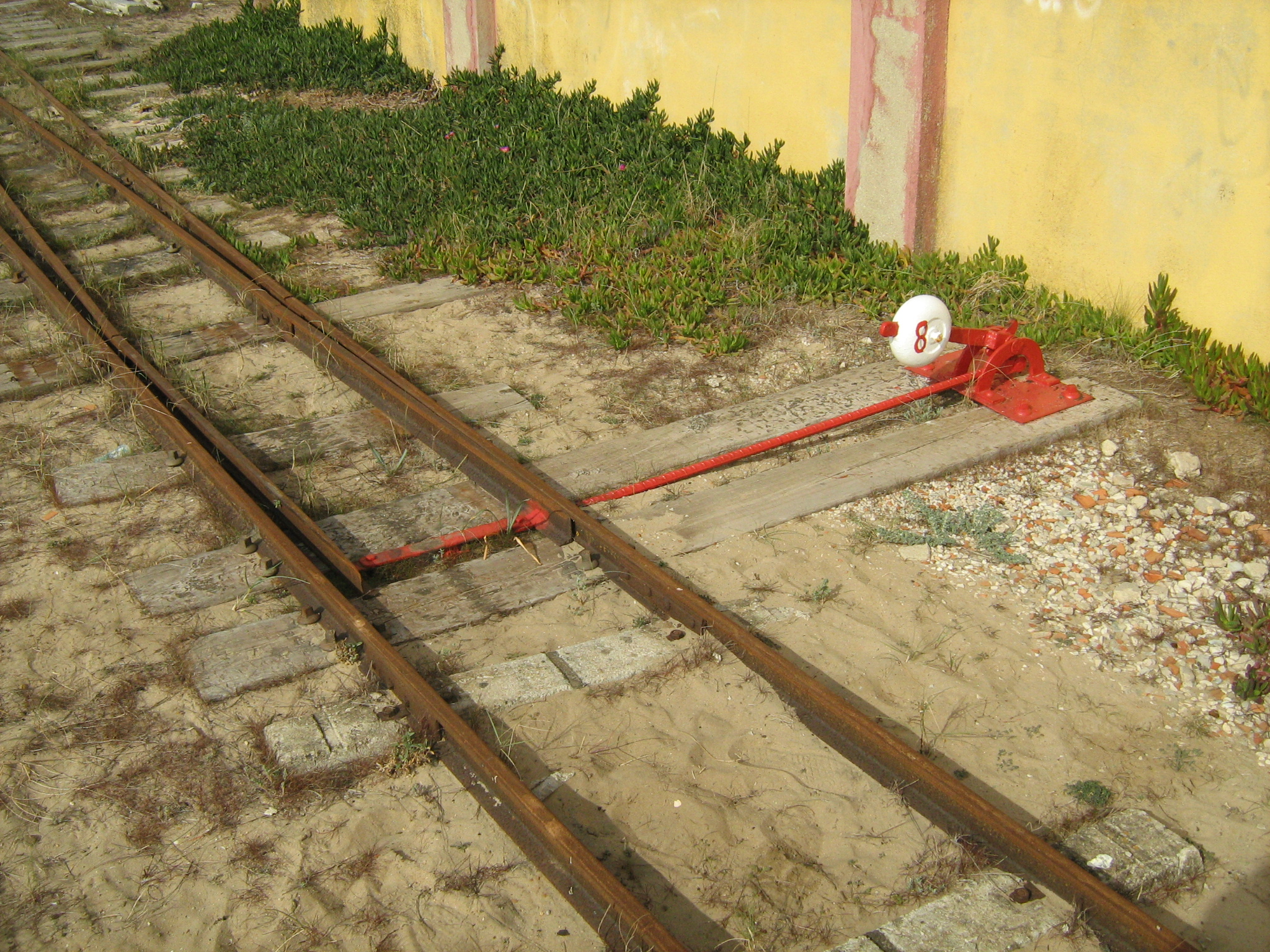
Aparelho de mudança de via de uma linha Decauville, Costa da Caparica, Portugal
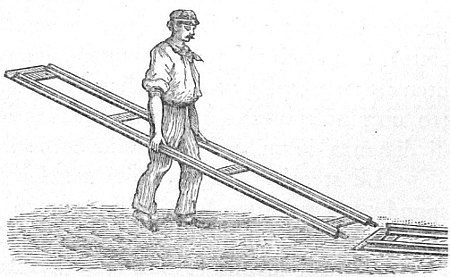
Gravura ilustrando a montagem do Sistema Decauville
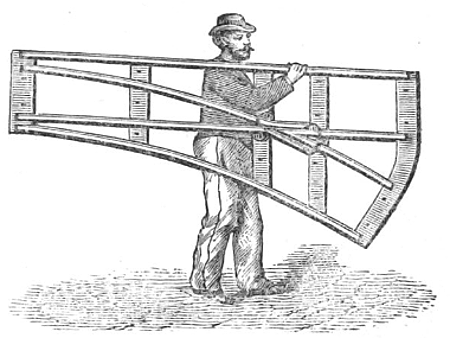
Gravura ilustrando a montagem do Sistema Decauville